# Танок у селі
Танок у селі (англ. The Country Dance) — картина, котру створив французький художник Антуан Ватто на початку 18 століття.

## Опис твору
На початку 18 століття на смаки мешканців почали могутньо впливати нові романи і літературні образи взагалі. Ватто, котрому вкрай були потрібні гроші, звернувся до створення картин побутового жанру на тлі дерев чи невеликих парків дворян. Ці сценки художника нагадували подібні в творах Давида Тенірса молодшого чи когось із фламандських митців 17 століття. У власних картинах Антуан Ватто відмовляється від грубих якостей фламандських чи голландських картин, його мистецтво позбавлене їх, воно фантазійне, нереалістичне і аристократично вишукане навіть при зображенні сільських сцен.
На невеликій лісовій галявині зручно розташувались танцюристи та сільські музики. Пара в центрі старанно виводить фігури танцю. Музики, кокетуючи, заглядають на глядачів сценки чи глядачів картини. Кумедну ноту в сільський танок внесло зображення малої дитини, що намагається повторити рухи дорослих. Одяг танцюристів умовно сільський. Антуан Ватто взагалі мало опікувався точним відтворенням одягу власних персонажів. Значно більше його приваблювали колористичні ефекти ламкого атласу чи оксамиту. Тоді як у власних малюнках він поставав вкрай реалістичним
За припущеннями, картина створена художником у ранній період творчості й не пізніше 1710 року.

## Реалістичні замальовки А. Ватто

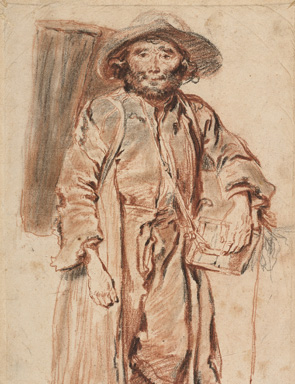
Антуан Ватто. Мешканець міста Савоя, бл. 1715 р. Художній інститут Чикаго

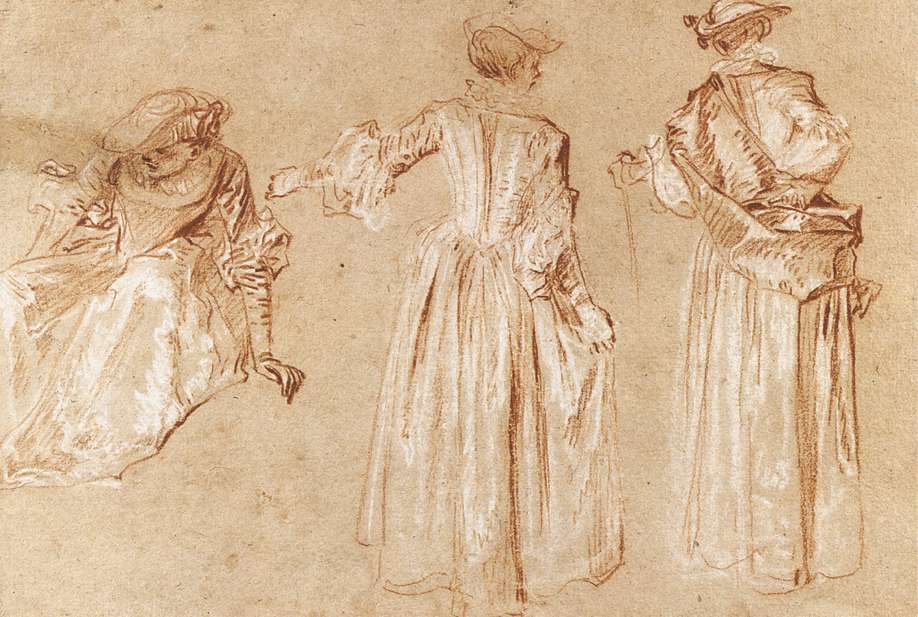
А. Ватто. «Замальовка молодої пані в капелюшку», бл. 1715 р. Королівські музеї витончених мистецтв (Брюссель)
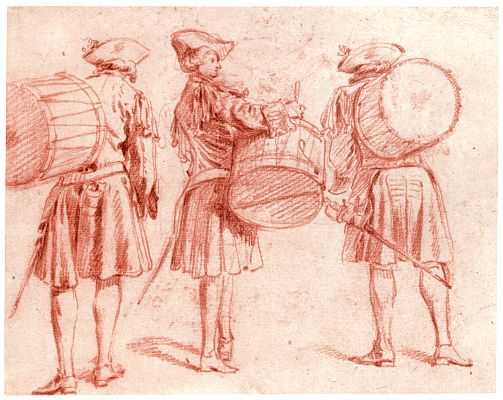
А. Ватто. «Музи́ка з барабаном у різних поворотах»
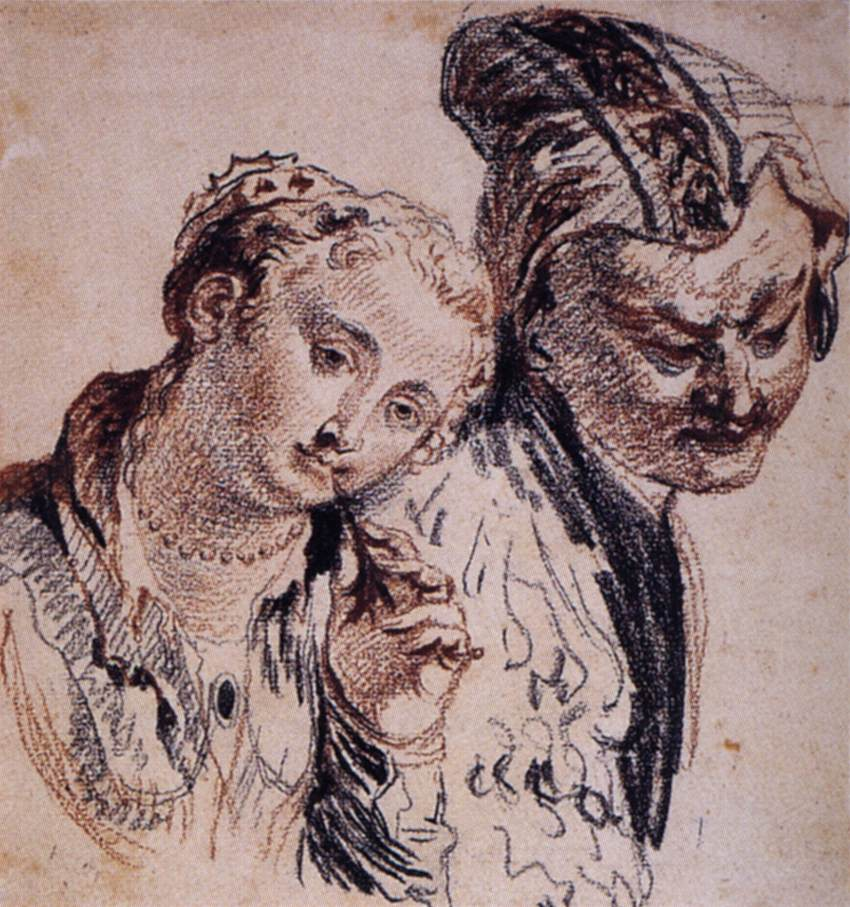
А. Ватто. «Дві постаті», Музей Ашмола, Британія, Оксфорд
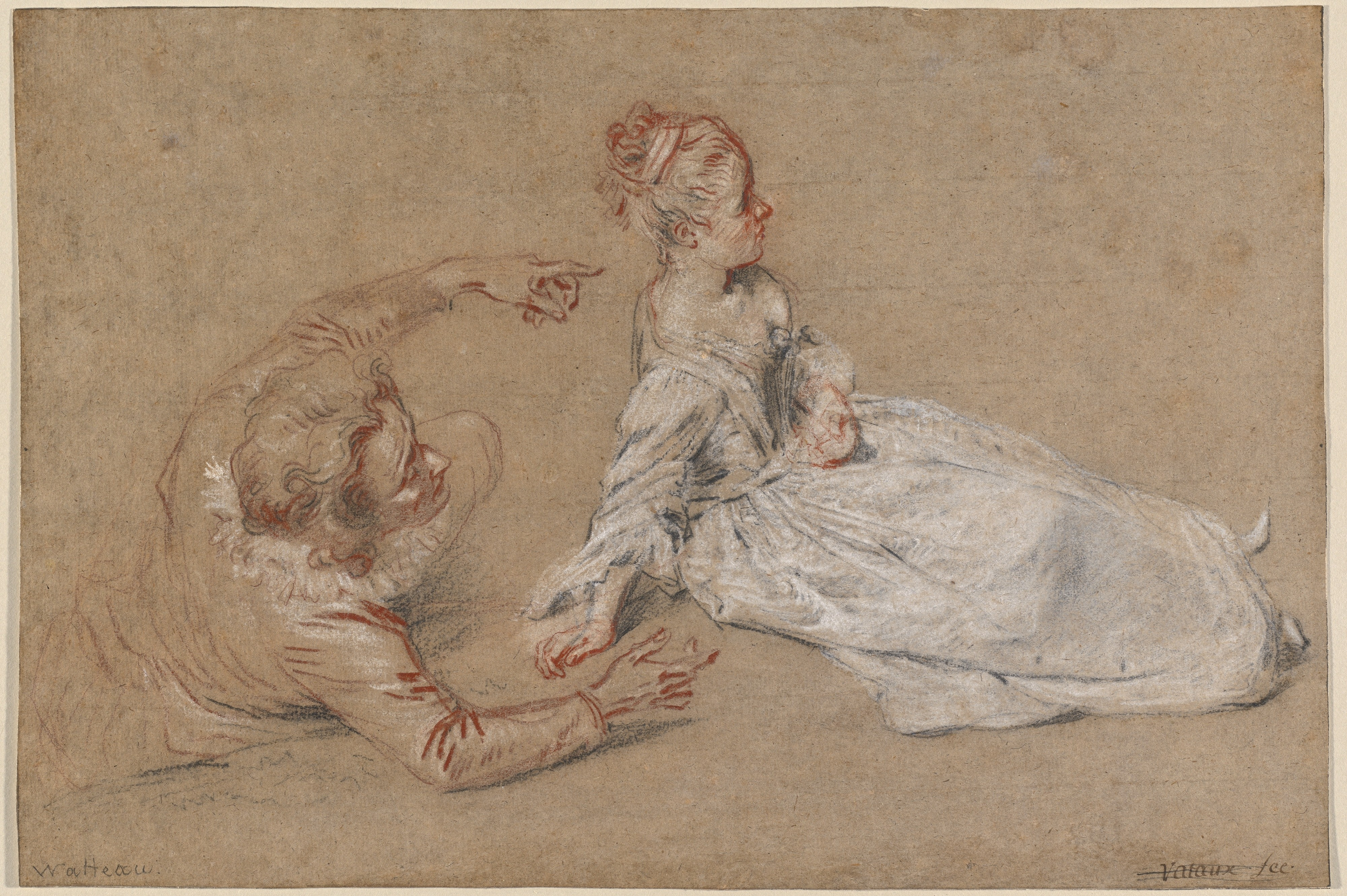
А. Ватто. «Пара на галявині», бл. 1716 р. Національна галерея мистецтва, Вашингтон

## Побутування картини (провенанс)
Картина передана в музей міста Індіанаполіса 1974 року як подарунок пані Герман С. Краннерт.